# پیسه‌گرایی
پیسه‌گرایی یا دورنگی (به انگلیسی: Piebaldism)، به نبود سلول‌های بالغ تشکیل‌دهندهٔ ملانین (ملانوسیت‌ها) در نواحی خاصی از پوست و مو اشاره دارد. این یک اختلال نادر اتوزومال غالب در رشد ملانوسیت است. : 867 ویژگی‌های رایج شامل پیشانی‌سفید مادرزادی، ماکول‌های رنگدانه‌دار و کاستی رنگدانه معمولی پراکنده و لکه‌های بدون رنگدانه مثلثی روی پیشانی است. با این حال، تنوع زیادی در درجه و الگوی ارائه، حتی در خانواده‌های آسیب دیده وجود دارد. در برخی موارد، دورنگی همراه با مشکلات رشدی شدید رخ می‌دهد، مانند سندرم واردنبرگ و بیماری هیرشپرونگ.